# Pallidogramme chrysenteron
Pallidogramme chrysenteron är en lavart som först beskrevs av Jean François Montagne, och fick sitt nu gällande namn av Staiger, Kalb & Lücking. Pallidogramme chrysenteron ingår i släktet Pallidogramme och familjen Graphidaceae.   Inga underarter finns listade i Catalogue of Life.